# VriendenLoterij Museumprijs

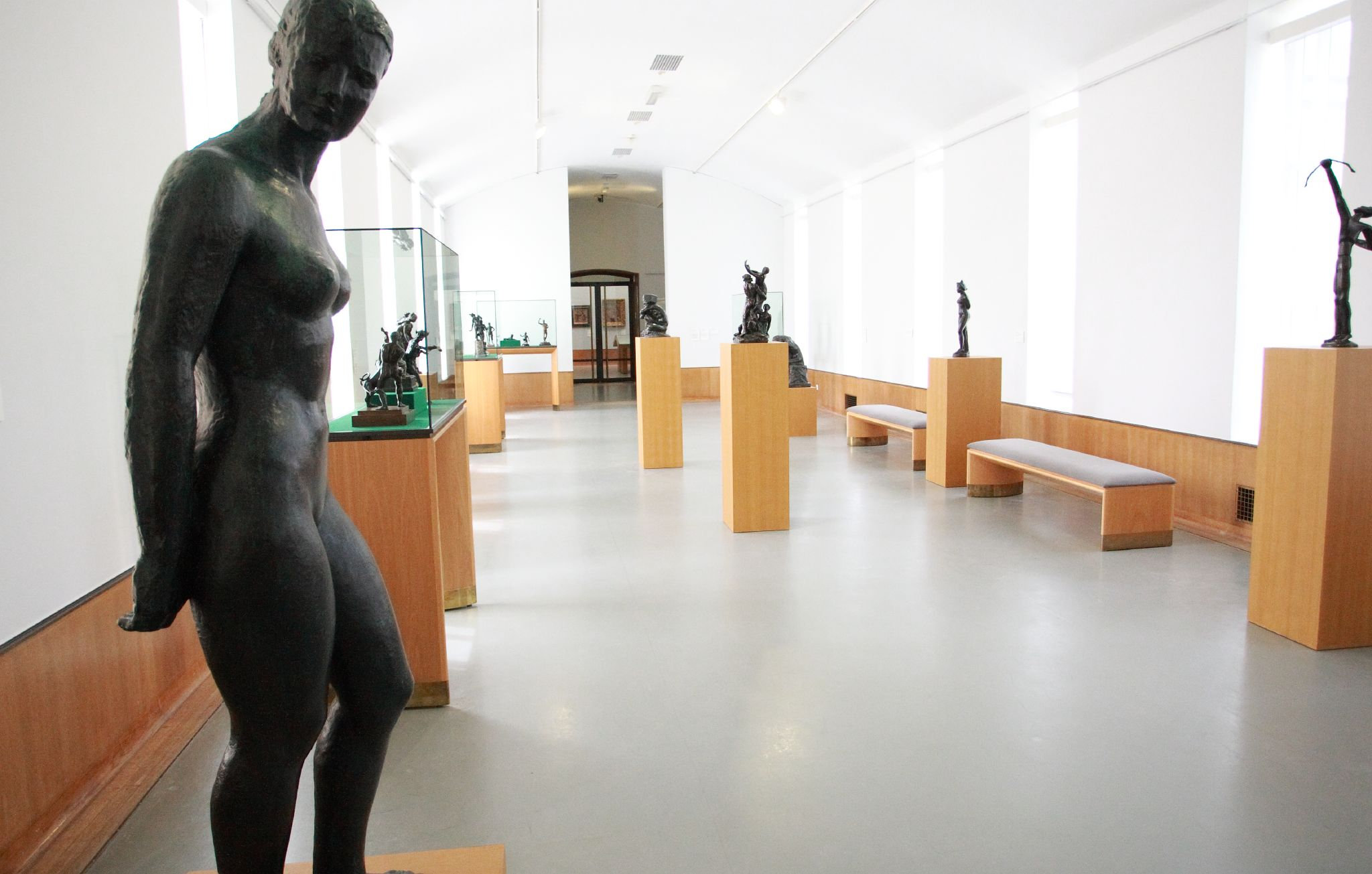
Museum Boijmans Van Beuningen won de prijs in 2010

De VriendenLoterij Museumprijs (voorheen BankGiro Loterij Museumprijs) is een prijs van 100.000 euro die sinds 2007 jaarlijks uitgereikt wordt aan een museum in Nederland door de VriendenLoterij en Het Cultuurfonds, in samenwerking met de Museumvereniging.
De prijs wordt ieder jaar toegekend op een bepaald museaal veld; in 2008 bijvoorbeeld ging de prijs naar een archeologisch museum. De winnaar wordt gekozen door een publieksstemming die gedurende een periode van een maand gehouden wordt. Hierbij kan het publiek kiezen uit een shortlist samengesteld door een vakjury. Deze stemming vindt jaarlijks plaats in de maand november.
De jury bestaat uit drie museumdeskundigen die voor drie jaar worden benoemd en een of twee tijdelijke juryleden die expert zijn op het terrein dat dat jaar bekroond wordt. De vakjury kijkt vooral naar vernieuwende, publieksgerichte activiteiten. Ook het algemene functioneren van het museum wordt getoetst, waaronder de collectievorming, collectiebeheer, registratie en documentatie van de collectie, toegankelijkheid van de collectie, tentoonstellingsbeleid, educatie en communicatie, publieksfaciliteiten en bedrijfsvoering.
Van de prijs van 100.000 euro mag 25 procent vrij besteed worden, de rest moet worden besteed aan een of meerdere projecten op het werkterrein van het winnende museum, na goedkeuring het bestuur van Het Cultuurfonds.
De VriendenLoterij Museumprijs is de opvolger van de eerdere museumprijs van het Prins Bernhard Cultuurfonds, die daarvoor sinds 1990 om het jaar uitgereikt werd. Winnaars van deze prijs waren Het Noordbrabants Museum (1990), het Natuurhistorisch Museum Maastricht (1992), het Museum Boijmans Van Beuningen (1994), het Veenkoloniaal Museum (1996), Museum Naturalis (1998), het Anne Frank Huis (2000) en het Joods Historisch Museum (2002).

## Winnaars
- 2007 - De Menkemaborg (Uithuizen)
- 2008 - Hunebedcentrum (Borger)

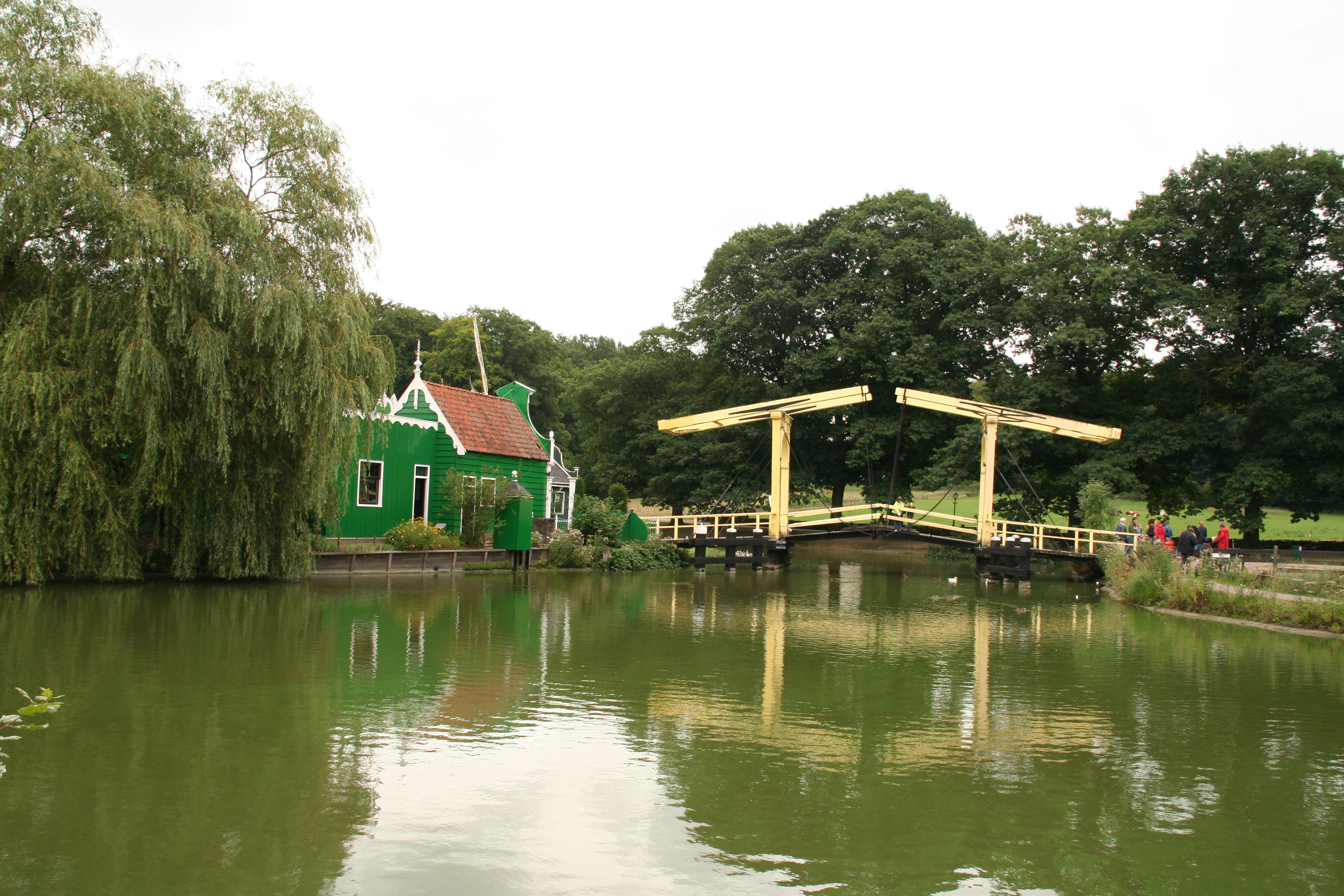
De Zaanse buurt in het Nederlands Openluchtmuseum (Arnhem), dat de Museumprijs in 2009 won

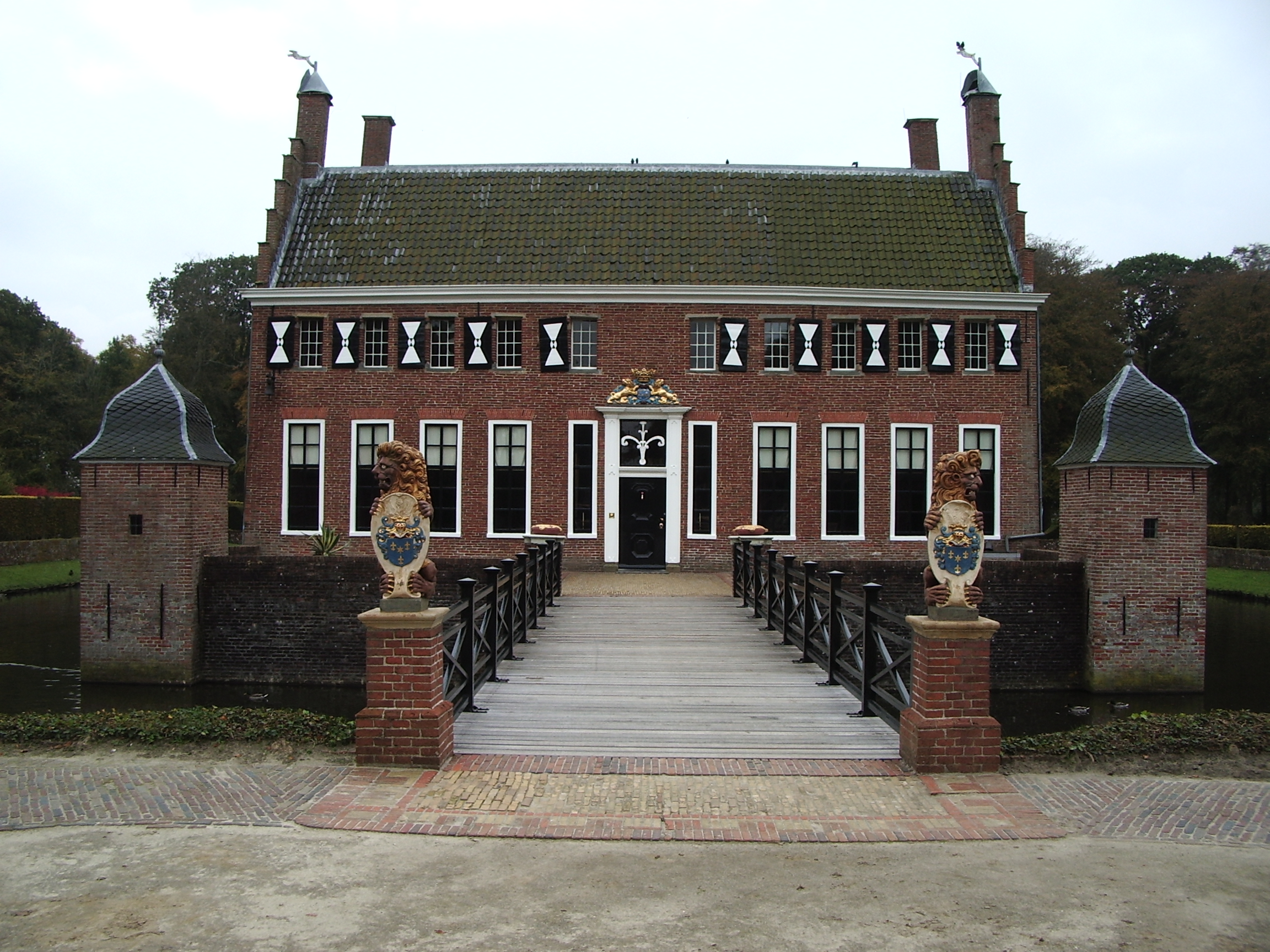
De Menkemaborg won in 2007

- 2009 - Nederlands Openluchtmuseum (Arnhem)
- 2010 - Museum Boijmans Van Beuningen (Rotterdam)
- 2011 - niet uitgereikt
- 2012 - Natuurmuseum Fryslân (Leeuwarden)
- 2013 - Joods Historisch Museum (Amsterdam)
- 2014 - Museum Klok & Peel (Asten)
- 2015 - Fries Museum (Leeuwarden)
- 2016 - Nationaal Monument Kamp Vught (Vught)
- 2017 -  Textielmuseum Tilburg
- 2018 - Maritiem Museum Rotterdam
- 2019 - Stedelijk Museum Schiedam
- 2020 - Naturalis Biodiversity Center (Leiden)
- 2021 - Kasteel Hoensbroek
- 2022 - Het Scheepvaartmuseum (Amsterdam)
- 2023 - Museum Jan Cunen (Oss)
- 2024 - Nederlands Openluchtmuseum (Arnhem)

## Andere museumprijzen
- In België wordt een soortgelijke prijs uitgereikt, de MuseumPrijs.
- Er is ook een Europese museumprijs, de European Museum of the Year Award, die wordt uitgereikt door de Raad van Europa. Het Nederlands Openluchtmuseum won deze Europese prijs in 2005, het Zeeuws Museum in 2009, Rijksmuseum Amsterdam in 2015 en Rijksmuseum Boerhaave in 2019.